# Parola di Giobbe
Parola di Giobbe è il primo libro di Giobbe Covatta, pubblicato nel giugno del 1991 dalla casa editrice Adriano Salani Editore. L'opera originale, scritta in napoletano, aveva come titolo Dicette Giobbe ed è stata pubblicata in lingua originale soltanto a Napoli: in italiano il libro è stato tradotto da Paola Catella, moglie dello scrittore, in Parola di Giobbe. Le numerose illustrazioni del libro sono di Stefano Disegni.
Tra il 1991 ed il 1995 il libro è stato ristampato in 31 edizioni.

## Trama
Il libro è una curiosa rivisitazione della Bibbia in chiave umoristica, fornendo una risposta tutta personale di Covatta ad alcuni interrogativi scherzosi del catechismo, quali l'impossibilità da parte di Caino e Abele di generare tutta l'umanità visto che entrambi erano di sesso maschile, o la vita di Gesù in quegli anni della sua infanzia che non vengono riportati sui Vangeli.
Covatta ripercorre così tutte le Sacre Scritture, dalla Genesi fino alla vita di Cristo, riscrivendo di fatto le sue tappe fondamentali come la vita di Abramo, la travagliata costruzione dell'Arca di Noè o la lotta di Mosè per liberare gli schiavi ebrei dall'Egitto.

## Edizioni
- Giobbe Covatta, Parola di Giobbe, collana I miti, traduzione di Paola Catella, Arnoldo Mondadori Editore, 2002, ISBN 88-04-50740-3.